# Shekuai Xiang
Shekuai Xiang (kinesiska: 舍块, 舍块乡) är en socken i Kina. Den ligger i provinsen Yunnan, i den sydvästra delen av landet, omkring 130 kilometer norr om provinshuvudstaden Kunming. Antalet invånare är 5 752. Befolkningen består av 2 732 kvinnor och 3 020 män. Barn under 15 år utgör 23,0 %, vuxna 15-64 år 66 %, och äldre över 65 år 10,0 %.
Genomsnittlig årsnederbörd är 1 040 millimeter. Den regnigaste månaden är juli, med i genomsnitt 231 mm nederbörd, och den torraste är mars, med 15 mm nederbörd.